# 龍虎山張天師
《龍虎山張天師》是2020年中國網路電影，由吴鹰翔执导，樊少皇、苏茂、李璐兵、张冬主演。江西省影纳文化传媒有限公司、北京淘梦影业有限公司出品。
2020年6月5日，在优酷、爱奇艺、腾讯视频首播，是第一部由三平台同時首播的中國網路電影。

## 劇情
張道陵收得在蜀郡做官的文大人的求助信，攜弟子王長前往巴蜀，被捲入當地一場巫術風波中。因大巫師古瑪意欲效法古蜀歷代帝王祭祀以求取長生之道，遭師弟古咸反對，二人反目成仇。

## 演員
- 樊少皇 飾 張道陵。
- 苏茂 飾 古瑪，大巫師。
- 李璐兵 飾 王長，張道陵的弟子。
- 张冬 飾 红缨。

## 製作
2019年3月28日，在江西省鷹潭市龙虎山開機，中国道教协会副会长张金涛為電影書寫片名。

## 外部連結
- 互联网电影数据库（IMDb）上《龍虎山張天師》的资料（英文）
- 豆瓣电影上《龍虎山張天師》的資料 （简体中文）